# アスコラ
アスコラ (Askola [ˈɑskolɑ]) はフィンランド、ウーシマー県の自治体。ポルヴォー郡に属し、首都ポルヴォーの北約 21 km の所にある農村である。最大の村はアスコラとモンニンキュラ。マントサラとポルヴォーを結ぶアスコラの最も重要な道路接続は、フィンランド国道55号である。

## アスコラ出身の人物
- ヨハンネス・リンナンコスキ - 作家